# Мустафаев, Фейруз Раджаб оглы
Фейруз Раджаб оглы Мустафаев (азерб. Feyruz Rəcəb oğlu Mustafayev; 18 октября 1933, Марзили, Агдамский район — 7 июля 2018, Гянджа) — азербайджанский советский партийный и государственный деятель. Герой Социалистического Труда (1981). Депутат Верховного Совета Азербайджанской ССР.

## Биография
Родился 18 октября 1933 года в селе Марзили Агдамского района в семье крестьянина. С 1950 года проживал в Ханларском районе. C 1953 по 1955 год служил в Советской Армии. Окончил Азербайджанский сельскохозяйственный институт.
Начал трудовую деятельность в 1955 году чабаном совхоза «Красный Самух». Позже зоотехник, старший зоотехник, бухгалтер, председатель профкома и секретарь парткома этого же совхоза. С 1969 по 1970 год директор совхоза «Красный Самух». За время руководства Мустафаева, работники совхоза достигали высоких результатов в животноводстве, например Боран Кулиев, получивший редкий приплод, 120 ягнят на 100 овцематок. Директор совхоза следил за развитием буйволоводчества в совхозе, совхоз имел самое, на тот момент, крупное буйволиное хозяйство, имея более тридцати тысячи голов, а работники, получив 3000 литров буйволинного молока, добились перевыполнения плана на 1300 литров. Мустафаев, как директор совхоза, способствовал асфальтированию дорог села Гырмызы-Самух.
С 1970 года управляющий зональным трестом Министерства совхозов Азербайджанской ССР, председатель исполкома Ханларского районного Совета депутатов трудящихся. Ханларский район был известен своей многонациональностью, в селе проживало большое количество армян, русских и евреев. Мустафаев значительно способствовал урегулированию конфликтов между армянским и азербайджанским населением района. С этого же года в районе началось строительство многочисленных домов культуры, школ, детских садов и прочих социальных объектов.
С 1973 года первый секретарь Ханларского районного комитета КП Азербайджана. Тогда же в Ханларском районе начато строительство винного и коньячного заводов, строительство молочного комплекса и свинофермы, а также новой птицефабрики. В 1973 году Ханларский район выполнил и перевыполнил план по всем видам продукции, а на 20-25 % был перевыполнен план по продаже государству молока, яиц и мяса. Ежегодный урожай винограда был повышен с 31 тысячи тонн до 100 тысяч.
С 1977 года первый секретарь Шемахинского районного комитета КП республики. Под руководством Фейруза Мустафаева в Шемахинском районе достигнуты высокие результаты в сельскохозяйственной промышленности. Ежегодно в районе урожай винограда достигал 240 тысяч тонн, урожай зерна — 100 тысяч тонн, а количество рогатого скота выросло до 25 тысяч особей. В пгт Маразы, с населением в 2500 человек, был проведен водопровод с питьевой водой из источников «Кырх Булак» и «Козлу-чай».
Указом Президиума Верховного Совета СССР от 23 февраля 1981 года за выдающиеся успехи, достигнутые в выполнении планов и социалистических обязательств 1980 года и десятой пятилетки по увеличению производства и продажи государству зерна, хлопка, винограда и других продуктов земледелия и животноводства Мустафаеву Фейрузу Раджаб оглы присвоено звание Героя Социалистического Труда с вручением ордена Ленина и золотой медали «Серп и Молот».
С 1987 по 1991 год работал на различных должностях: первый секретарь Нахичеванского городского комитета КП Азербайджана, заместитель председателя комитета Аграрной промышленности, председатель комитета беженцев, министр зернопродуктов Азербайджанской ССР и первый заместитель Председателя Совета Министров, а с апреля по май 1992 года премьер-министр Азербайджанской Республики. С февраля по ноябрь 1993 года председатель госкомпании «Азеркушсанае» («Азерптицепром»). С ноября 1993 по октябрь 1994 года председатель госкомпании «Азертахыл» («Азерзерно»).
Распоряжением Президента Азербайджанской Республики от 2 октября 2002 года, за большие заслуги в области науки и образования, культуры и искусства, экономики и государственного управления Азербайджана, Мустафаеву Фейрузу Раджаб оглы предоставлена персональная стипендия Президента Азербайджанской Республики.
С 2016 года ведущий советник службы помощника президента по экономическим вопросам.
Активно участвовал в общественно-политической жизни республики. Депутат Верховного Совета Азербайджанской ССР 9, 10, 11 и 12 созыва. В Верховный Совет 9 созыва избран от Кызылджинского избирательного округа № 343 Азербайджанской ССР; член Комиссии по культуре. Член КПСС с 1962 года. Делегат XXVI съезда КПСС и XXX съезда КП Азербайджана.
Скончался 7 июля 2018 года.

### Книги
- Депутаты Верховного Совета Азербайджанской ССР. Девятый созыв. — Баку: Азернешр, 1976. — С. 270.

### Статьи
- Погосов Г. Вешние зори // Огонёк. — 1985. — 18 апреля (№ 18). — С. 20.
- Корнилов Л. Оптимизм — в знании // Наука и жизнь. — 1977. — № 7. — С. 78.
- Rollnik R. Authorities fired two Communist Party leaders in Azerbaijan because… (англ.) // United Press International. — 1988. — 28 November.